# Lambeau Field
Lambeau Field är hemmaplanen för det amerikanska fotbollslaget Green Bay Packers. Arenan är en av de mest mytomspunna och är idag den äldsta som används i NFL och har en kapacitet på 81 435 åskådare.

## Byggnation
Green Bay Packers spelade från det att de grundades 1919 på en rad olika arenor i Green Bay men också i Milwaukee för att nå ut till mer folk samt att förhindra att ett proffslag i någon idrott skulle etablera sig i Green Bays närhet. Det var först 1994 som Packers till slut valde att endast spela sina matcher i Green Bay på Lambeau Field. 1955 spelade Packers på City Stadium när ett förslag lades fram att bygga en ny arena med en kapacitet på 32 000 åskådare. Året därefter letade staden efter passande mark att bygga arenan på och staden köpte upp åkermark vid hörnet av Highland (numera Lombardi) Avenue och Ridge Road. 1957 spelades den första matchen på den nybyggda arenan mot deras största rival Chicago Bears. Namnet på arenan var från början "City Stadium" men 1965 döptes arenan om till Lambeau Field efter Green Bay Packers grundare och första tränare Curly Lambeau som dog det året.

## Renoveringar och utbyggnader
Green Bay Packers är en väldigt unik klubb bland de professionella klubbarna i USA. De har ingen enskild ägare som kan pumpa in pengar utan ägs av allmänheten. Därför har det varit en stor prioritet att kunna dra in mycket pengar på publikintäkter och därför har arenans kapacitet byggts många gånger.
- 1961 byggdes ytterligare 6 519 platser till en kapacitet av 38 669[3]
- 1963 byggdes ytterligare 3 658 platser till en kapacitet av 42 327[3]
- 1965 byggdes ytterligare 8 525 platser till en kapacitet av 50 852[3]
- 1970 byggdes ytterligare 5 411 platser till en kapacitet av 56 263[3]
- 1985 byggdes ytterligare 663 platser till en kapacitet av 56 926. Det byggdes också 72 loger[3]
- 1990 byggdes ytterligare 2 617 platser till en kapacitet av 59 543. Det byggdes även 36 nya loger.[3]
- 1995 byggdes ytterligare 1 347 platser till en kapacitet av 60.890. Det byggdes även 90 nya loger[3]
- 2001-2003 Gjordes en stor renovering av arenan som kostade nästan $ 300 miljoner och utökade kapaciteten till 73 142[3]
- 2013 avslutades en renovering som gav 7 000 ytterligare platser på södra sidan, vilket innebär en total kapacitet på 81 435.

## Biljetter och säsongskort
Green Bay Packers har oerhört fanatiska fans och har sålt slut varenda biljett till alla matcher de spelat på Lambeau Field sedan 1960. Sedan 2003 har Packers reserverat 4 000 biljetter till personer som bor i området på grund av det hårda trycket. Väntelistan för att få ett säsongskort till Green Bays matcher på Lambeau innehåller 86 000 personer, då endast drygt 90 nya säsongskort görs tillgängliga varje säsong från föregående innehavare.

## Frozen Tundra
Lambeau Field brukar under vintermånaderna benämnas som "The Frozen Tundra" vilket härstammar från en match på nyårsafton 1967 då Packers tog emot Dallas Cowboys i mästerskapsmatchen i NFL. Temperaturen ska ha varit kring −26 °C och matchen kom att kallas Ice Bowl och den djupfrysta planen på Lambeau Field kom senare att bli känd som "The Frozen Tundra". Numera har det installerats bättre uppvärmningssystem under marken som värmer planen vilket gör den mer spelbar även under de kallare månaderna.